# Pareremus guttifrons
Pareremus guttifrons är en insektsart som först beskrevs av Walker, F. 1869.  Pareremus guttifrons ingår i släktet Pareremus och familjen Gryllacrididae. Inga underarter finns listade i Catalogue of Life.